# Tomislav Erceg
Tomislav Erceg (Spalato, 22 ottobre 1971) è un procuratore sportivo ed ex calciatore croato, di ruolo attaccante.

## Carriera

### Giocatore
Vero globetrotter del pallone, ha giocato in otto diversi campionati nazionali, tra cui quello italiano con le maglie di Ancona e Perugia (quest'ultima in Serie A).

### Dopo il ritiro
Dopo essersi ritirato, è diventato procuratore. Assiste, tra gli altri, Nikola Kalinić.

## Statistiche

### Cronologia presenze e reti in nazionale
| Cronologia completa delle presenze e delle reti in nazionale ― Croazia | Cronologia completa delle presenze e delle reti in nazionale ― Croazia | Cronologia completa delle presenze e delle reti in nazionale ― Croazia | Cronologia completa delle presenze e delle reti in nazionale ― Croazia | Cronologia completa delle presenze e delle reti in nazionale ― Croazia | Cronologia completa delle presenze e delle reti in nazionale ― Croazia | Cronologia completa delle presenze e delle reti in nazionale ― Croazia | Cronologia completa delle presenze e delle reti in nazionale ― Croazia |
| Data                                                                   | Città                                                                  | In casa                                                                | Risultato                                                              | Ospiti                                                                 | Competizione                                                           | Reti                                                                   | Note                                                                   |
| ---------------------------------------------------------------------- | ---------------------------------------------------------------------- | ---------------------------------------------------------------------- | ---------------------------------------------------------------------- | ---------------------------------------------------------------------- | ---------------------------------------------------------------------- | ---------------------------------------------------------------------- | ---------------------------------------------------------------------- |
| 8-6-1997                                                               | Tokyo                                                                  | Giappone                                                               | 4 – 3                                                                  | Croazia                                                                | Kirin Cup 1997                                                         | -                                                                      | 79’                                                                    |
| 12-6-1997                                                              | Sendai                                                                 | Croazia                                                                | 1 – 1                                                                  | Turchia                                                                | Kirin Cup 1997                                                         | 1                                                                      | 85’                                                                    |
| 6-9-1997                                                               | Zagabria                                                               | Croazia                                                                | 3 – 2                                                                  | Bosnia ed Erzegovina                                                   | Qual. Mondiali 1998                                                    | -                                                                      | 78’                                                                    |
| 11-9-1997                                                              | Copenaghen                                                             | Danimarca                                                              | 3 – 1                                                                  | Croazia                                                                | Qual. Mondiali 1998                                                    | -                                                                      | 75’                                                                    |
| Totale                                                                 |                                                                        | Presenze                                                               | 4                                                                      |                                                                        | Reti                                                                   | 1                                                                      |                                                                        |

## Palmarès

### Club

#### Competizioni nazionali
- Campionato croato: 3

Hajduk Spalato: 1992, 1993-1994, 1994-1995
- Coppa di Croazia: 4

Hajduk Spalato: 1992-1993, 1994-1995, 1999-2000, 2002-2003
- Supercoppa di Croazia: 4

Hajduk Spalato: 1992, 1993, 1994, 2005

### Individuale
- Capocannoniere del campionato croato: 1

2004-2005 (17 gol)
- Capocannoniere della Coppa di Croazia: 2

1994-1995 (7 reti), 2004-2005 (7 reti)